# Ethyle Batley
Ethyle Batley (nacida Alice Ethel Murray; Wigan, 3 de diciembre de 1876-23 de abril de 1917) fue la primera mujer directora de cine de Inglaterra, actriz y guionista británica. Comenzó su carrera cinematográfica como actriz en 1910 y realizó cerca de setenta películas entre 1912 y 1916.

## Biografía
Batley era la segunda hija de un comerciante industrial. A finales de la década de 1890, viajó a Londres para trabajar como actriz de teatro, actuando bajo el nombre de Ethyle Gordon Murray.Mientras trabajaba con una compañía de teatro itinerante, Murray conoció a Ernest Batley, un actor del este de Londres. Se casaron el 22 de junio de 1901 en una ceremonia celebrada en el registro civil de Wandsworth y comenzaron su vida de casados viviendo en Battersea.En 1902, Ernest y Ethyle tuvieron su primera hija, la actriz Dorothy Audrey Batley. 

## Carrera cinematográfica
El primer crédito como directora de Ethyle fue en octubre de 1912, con la película Peggy Gets Rid of the Baby (Peggy se deshace del bebé), protagonizada por Dorothy en el papel principal. Batley  fue la primera mujer directora de cine de Inglaterra, conocida por sus películas His Better Lesson (1915), The King's Romance (1914) y The Midnight Wedding (1914). Empezó a actuar en películas en 1910. A partir de  1912, junto a su marido, Ernest Batley, y su hija, Dorothy, escribió, produjo, dirigió o protagonizó sesenta y cuatro películas. Aunque al principio se especializó en películas infantiles, con el tiempo trabajó en diversos géneros, incluidos temas bélicos y deportivos. Durante la Primera Guerra Mundial, Batley estuvo entre los directores más activos de películas patrióticas. 

## Filmografía como directora (selección)
| - Peggy Gets Rid of the Baby (1912). - The Artist and His Model (1913). - Through the Flames (1913). - The King's Romance (1914). - The Midnight Wedding (1914). - S.O.S. (1914). - His Better Lesson (1915). - Remember Belgium (1915). - Grit (1915). | - The Woman Pays (1915). - War is Hell (1915). - The Man Who Went (1915). - His Mother's Sacrifice (1915). - The Bargee's Daughter (1915). - Keep the Home Fires Burning (1916). - A Little Bootblack (1916). - The Black Circle Gang (1916). - Into the Light (1916). |

## Legado
La contribución de Batley a la historia de los comienzos del cine en Gran Bretaña ha sido  a menudo pasada por alto o subestimada. Productora y directora fue pionera del cine mudo y una de las pocas mujeres que trabajaban detrás de la cámara en Inglaterra en aquella época. En 2009, el historiador cinematográfico Gerry Turvey la describió como una "figura única" que "merece un reconocimiento mayor del que ha recibido hasta ahora". 